# Voices (film)
Voices (Pitch Perfect), uscito successivamente anche in Italia col titolo originale Pitch Perfect, è un film del 2012 diretto da Jason Moore con Anna Kendrick come protagonista.

## Trama
Beca Mitchell è una ragazza piuttosto alternativa che inizia il suo anno di matricola alla Barden University con un'idea ben precisa: abbandonare dopo il primo anno e trasferirsi a Los Angeles per diventare una DJ di successo, il suo sogno. Lì incontra Jesse, anche lui appassionato di musica e i due iniziano a lavorare insieme alla radio dell'università. Il padre, non d'accordo con il fatto che Beca voglia diventare DJ, le fa una proposta: se non riuscisse a trovare neanche un'attività che le piaccia, allora potrebbe lasciare la Barden University per successivamente andare a Los Angeles e realizzare il suo sogno.
Così Beca fa un giro per gli stand dell'Università per vedere se le possa interessare qualche attività e subito le viene fatta una proposta da due ragazze, Chloe e Aubrey, di unirsi al loro gruppo a capella di sole ragazze, "Le Barden Bellas", ma la ragazza rifiuta.
Un giorno nello spogliatoio Beca canta la canzone "Titanium" sotto la doccia, Chloe la sente e le propone nuovamente di fare un provino per il loro gruppo, Beca entra a far parte così delle Barden Bellas, gruppo capitanato dalla ferrea Aubrey, mentre Jesse viene preso dall'altro gruppo maschile a cappella del college, i Ritmonelli. L'affiatamento con le altre ragazze, ognuna con il suo carattere e i suoi problemi, stenta inizialmente a decollare, ma pian piano le cantanti cominciano a conoscersi e soprattutto a trovare l'intesa musicale, e il gruppo spicca il volo verso la grande musica.
L'obiettivo è il Lincoln Center di New York, dove ogni anno si tiene il campionato nazionale di cori tra college. Beca dimostrerà il proprio valore di musicista anche all'interno di un gruppo e non solo come DJ. Dopo varie incomprensioni, anche il rapporto con Jesse avrà un lieto fine.

## Produzione

### Budget
Il budget del film si aggira intorno ai 17 milioni di dollari.

### Riprese
Le riprese iniziano nel mese di ottobre 2011 e vengono effettuate nello stato della Louisiana (Stati Uniti d'America).

### Cast
- Il ruolo di Gail fu scritto per Kristen Wiig, la quale dovette rinunciare al progetto per le riprese di altri film. Il ruolo andò poi ad Elizabeth Banks, anche produttrice della pellicola[4].

## Colonna sonora

### Tracce
- Don't Stop the Music - I Ritmonelli
- Let It Whip - I Ritmonelli
- Since U Been Gone - Ester Dean e Skylar Astin
- Cups - Anna Kendrick
- Riff Off - Barden Bellas, I Ritmonelli e BU Harmonics
- Ladies of the '80s (Mickey/Like a Virgin/Hit Me with Your Best Shot)
- Brani sul sesso (S&M/Let's Talk About Sex/I'll Make Love to You/Feels Like the First Time/No Diggity)
- Regionali delle Bellas: The Sign/Eternal Flame/Turn the Beat Around - Barden Bellas
- Right Round - I Ritmonelli
- Pool Mashup: Just the Way You Are - Barden Bellas
- Carry On Wayward Son - Kansas[5]
- Party in the U.S.A. - Barden Bellas
- Finale dei Ritmonelli: Bright Lights Bigger City/Magic - I ritmonelli
  -     - Finale delle Barden Bellas: Price Tag/Don't You (Forget About Me)/Give Me Everything - Barden Bellas
- Toner (Instrumental Suite) - Christophe Beck e Mark Kilian

All'inizio del film viene intonato a cappella anche la musica della sigla di apertura degli Universal Studios.

## Distribuzione
Il film esce nelle sale cinematografiche statunitensi a partire dal 28 settembre 2012 in numero di copie limitata, poi dal 5 ottobre in tutto il suolo nazionale. L'uscita italiana è avvenuta il 6 giugno 2013.
Nel 2015 è uscita in Italia una nuova edizione home video col titolo originale, a ridosso dell'uscita del sequel.

### Divieto
La pellicola in Usa viene vietata ai minori di 13 anni per la presenza di contenuto sessuale, linguaggio non adatto e riferimenti alla droga.

## Accoglienza

### Critica
Su Rotten Tomatoes il film ha un indice di gradimento del 80% basato su 142 recensioni, con un voto medio di 6,4/10.

### Incassi
Il film ha incassato 115,350,426 dollari in tutto il mondo.

## Riconoscimenti
- 2012 - Broadcast Film Critics Association
  - Candidatura per la miglior attrice in una commedia a Rebel Wilson
- 2013 - People's Choice Awards
  - Candidatura per il miglior film commedia
- 2012 - San Diego Film Critics Society
  - Candidatura per la miglior attrice non protagonista a Rebel Wilson
- 2013 - MTV Movie Award
  - Miglior rivelazione a Rebel Wilson
- 2013 - Teen Choice Awards
  - Miglior film commedia